# 宮古 (通報艦)
宮古（みやこ）は、日本海軍の通報艦。
呉で建造された最初の軍艦である。日露戦争において戦没した。
艦名は港湾の名前で、岩手県にある宮古湾による。
一方、片桐大自は艦名の由来を「宮古列島」としている。

## 艦型
艦政局造船課が計画した通報艦で、「八重山」の改良型になる。
船体を複底に変更するなどで排水量が増大し、速力 (20ノット) を維持するために機関出力が増強された。
計画では帆装の予定だったが、建造中に装備を取りやめた。

### 機関
機関も呉で製造された。
ボイラーは英海軍型缶 (低円缶) 8基、蒸気圧力は160 psi (11 kg/cm2)、または11.25kg/cm2。
鋼製で、直径8 ft 4+3⁄4 in (2.559 m)、長さ18 ft 0+1⁄16 in (5.488 m)。
「宮古」建造の頃は円缶に故障が多発していた時期で、
「宮古」も高速力試験を行った後に缶に故障が生じるなどしていた。
このためもあり国内建造軍艦では「宮古」が最後の円缶装備艦になり、
その後は海外で実用化された水管缶の搭載が模索された。
主機は3気筒レシプロで気筒直径は高圧27+1⁄8 in (689 mm)、中圧40+1⁄8 in (1,019 mm)、低圧は60 in強で行程は27+1⁄2 in (698 mm)。
出力は宮古の製造要領によると計画で6,130馬力。
『帝国海軍機関史』によると計画で6,000馬力、実際が6,130馬力となっている。

### 兵装
- 安式12センチ速射砲 2門[21] : 口径12cm。船首楼と船尾楼に各1門を装備、弾薬300発、空砲40発[13]。
- 重47ミリ保式速射砲 6門[22] : 上甲板の両舷に装備、弾薬2,400発、空砲425発[13]。
- 軽47ミリ保式速射砲 4門[22] : 計画では小銃口径機砲4門を前後艦橋上に装備の予定[13]。
- 匕形加式伸縮自在旋回発射管 2門[23] : 口径:14インチ (35.6 cm)[23]、後部機械室上両舷に各1門を装備[13]。
- 探照灯 2基 : 艦橋上海図室の上に1基、船尾楼上に1基を装備[13]。

1900年 (明治33年) の水雷発射成績表によると魚雷は旧保式十四伊水雷を使用している。

### 公試成績
『帝国海軍機関史』に公試3,233馬力、強圧通風で144rpm、18.0ノット、自然通風で134rpm、17.7ノットの記録がある。

## 艦型の変遷

### 最終時の兵装
沈没後に引き揚げられた主要な兵器は以下の通り。
- 安式12センチ速射砲 2門
- 重47ミリ速射砲 6門
- 軽47ミリ速射砲 4門
- 魚雷発射管 1門
- 保式14インチ (35.6 cm)魚雷 4本
- 外装水雷 1個
- 探照灯 2基
- 無線電信機 1組

## 艦歴

### 計画
1891年（明治24年）の軍艦建造予算は否決され続けてきたが、これに対し明治天皇が自らの宮中費を節約する方針を述べた建艦詔勅を出しようやく予算案が議会を通過したことにより、富士型戦艦、防護巡洋艦「明石」、「宮古」の建造が開始された。
1893年 (明治26年) 4月11日に呉海軍造船廠で通報艦1隻の詳細設計を行うよう呉鎮守府あてに訓令が出され、
4月15日に呉鎮守府は詳細計画、図面などを海軍省へ提出、
5月10日付で呉にあて甲号報知艦の製造着手が指令された。
この時点での船体・機関等の製造予算は755,861.10円、予算支出開始から起工まで9カ月、進水まで30カ月、竣工まで33カ月の計72カ月 (6年) を予定した。
なお10月3日付で竣工期限は明治31年度いっぱい (1899年3月31日まで) とされた。

### 建造
1894年（明治27年）5月26日に呉海軍造船廠で起工。1895年（明治28年）8月16日、日本海軍は建造中の甲号報知艦を「宮古」と命名する。1897年（明治30年）10月21日、軍艦宮古は佐世保鎮守府所管と定められる。10月27日午前9時15分から進水式を実施。進水式には有栖川宮威仁親王（防護巡洋艦「厳島」で到着）、梨本宮守正王陸軍歩兵少尉、華頂宮博恭王海軍少尉、侯爵西郷従道海軍大臣が臨席した。
また常備艦隊の各艦が呉に集結した。
「宮古」は進水途中に船尾が浮き始めたところで船体が止まってしまい、汽船7隻でおよそ40分ほど引っ張り、午前9時52分に無事海上に浮かんだ。
1898年（明治31年）3月21日、日本海軍は海軍軍艦及び水雷艇類別標準を制定。「宮古」は通報艦に類別された。1899年（明治32年）3月31日に竣工。
公試未了のまま引き渡された。

### 1900年 - 1901年
1900年 (明治33年) 
6月21日に佐世保を出港、清国・韓国を航海し、27日佐世保に帰国した。
清国事変が起きたため、
「宮古」は9月17日に佐世保を出港して清国へ派遣された。
1901年 (明治34年) 
4月25日に佐世保に帰国した。

### 1902年
1902年 (明治35年) 
「宮古」は8月23日に室蘭を出港、韓国沿岸を航海し、9月8日舞鶴に帰国した。

### 1903年
1903年（明治36年）4月10日、神戸沖で挙行された大演習観艦式に供奉艦として参列。
南清警備
6月8日佐世保を出港し、南清方面の警備任務に従事、10月11日基隆に到着した。
10月31日馬公を出港、12月1日に佐世保に帰国した。
12月28日、常備艦隊が解隊され、戦艦を中心とする第一艦隊と巡洋艦が主体の第二艦隊が設置される。第一・第二艦隊で連合艦隊（司令長官：東郷平八郎海軍中将）を構成した。「宮古」は第一艦隊隷下の第一戦隊（東郷中将直率、戦艦《三笠・朝日・富士・八島・敷島・初瀬》・宮古）に配属される。

### 1904年
1904年（明治37年）
1月9日に佐世保を出港し、韓国南岸の警備任務に従事した (1月17日宮島に帰国) 。
「宮古」は1月11日付で第三艦隊（司令長官：片岡七郎海軍中将）の第五戦隊（鎮遠、厳島、橋立、松島、宮古）隷下となる。

### 日露戦争
「宮古」は1904年 (明治37年) 2月6日六連島を出発、
日露戦争が勃発した2月8日、朝鮮半島南東海上でロシアの太平洋捕鯨漁業所属の捕鯨船「ニコライ」号、続いて「ミハイル」号を拿捕した。2隻は長箭洞（釜山）を出航して上海に向かう途中であり、拿捕ののち竹敷（長崎県対馬）を経由後、佐世保に回航された。

その後旅順攻略作戦に参加。5月5日から帝国陸軍第2軍（司令官：男爵奥保鞏陸軍大将）が遼東半島の塩大澳に上陸を開始したが、遠浅のため上陸に不便であることや目標である大連まで距離があることから、連合艦隊の東郷司令長官は上陸地点を変更を決意した。そのため東郷長官は第3艦隊司令長官に対し、大連湾の掃海および測量を命令。そして、大連湾で掃海隊の援護中であった5月14日に宮古は触雷した。宮古は2、3分で沈み、死者2名負傷者17名を出した。

### その後
翌年の1905年（明治38年）6月15日に除籍、残骸は1906年（明治39年）7月4日に売却された。
売却は期限内に契約が履行出来ずに一旦解約、もう一度一般競争入札を実施し、1909年 (明治42年) 9月10日に540円で売却された。

## その他
- 1903年（明治36年）に大阪で開催された第5回内国勧業博覧会において、帝国海軍は敷島、千早、八雲などの模型とともに、呉海軍造船廠が製造した「宮古」の模型も出品した[51]。

## 艦長
※『日本海軍史』第9巻・第10巻の「将官履歴」及び『官報』に基づく。
- 高桑勇 中佐：1899年7月25日 - 9月29日
- 松本有信 中佐：1899年9月29日 - 1900年6月7日
- 八代六郎 中佐：1900年6月7日 - 1901年10月1日
- 小橋篤蔵 中佐：1901年10月31日 - 1903年7月7日
- 川島令次郎 中佐：1903年7月7日 - 9月26日
- 栃内曽次郎 中佐：1903年9月26日 - 1904年5月16日

## 艦船符号

### 信号符字
- GQJP[52]